# LGV Lisbonne-Madrid

Carte des lignes à grande vitesse en Espagne.

La LGV Lisbonne-Madrid est une ligne à grande vitesse (LGV) en cours de construction au Portugal et en Espagne. Elle doit relier Lisbonne à Madrid via Badajoz en desservant les principales villes de l'Estrémadure. La section entre Plasencia et Badajoz a ouvert le 18 juin 2022 en tant que ligne conventionnelle temporaire.

## Histoire
Le premier projet de construction d'une liaison à grande vitesse entre Lisbonne et Madrid remonte au début des années 1990. Le 25 septembre 2003 le gouvernement portugais et le premier ministre espagnol annoncent que le passage de la frontière entre les deux pays se fera au point frontière de Badajoz. La construction doit commencer en 2010 et la première circulation de train entre Lisbonne et Madrid en 2016.
En 2011 le gouvernement portugais suspend temporairement le projet en raison des effets de la récession et dans la controverse sur l'utilité d'un tel projet pour le pays.

### Côté espagnol
Côté espagnol, les travaux démarrent en 2007 et alors que plusieurs d'entre eux sont déjà en cours de réalisation dans les régions de Castille-La Manche et d'Estrémadure, il est estimé que l'ensemble de la ligne jusqu'à Badajoz devra être mise en service en 2015.
En raison de retards, on estime en décembre 2020 que la ligne doit être finie en 2030.
Le tronçon Badajoz-Plasencia est achevé en 2022. Après un trajet inaugural le 23 juin 2022, un service de train à grande vitesse est mis en place à partir du 19 juillet 2022 avec des trains bi-mode Talgo S-730. La ligne devrait être électrifiée courant 2023 afin de permettre aux trains de circuler jusqu'à 250 km/h.
La section Plasencia-Navalmoral doit ouvrir en 2025 et Navalmoral-Tolède-Madrid en 2030. Le trajet complet de Madrid à Badajoz doit ainsi passer de 5 h 28 min à 2 h 31 min lorsque l'intégralité de la ligne sera terminée.

### Côté portugais
Au Portugal, il s'agissait de la première LGV construite à écartement standard (au lieu de l'écartement ibérique). Le gouvernement portugais avait déjà retenu son tracé de 167 km entre Poceirão (pt) (près de Lisbonne) et Caia (pt), à la frontière entre les deux pays, nécessitant notamment la construction d'un troisième pont sur le Tage dans l'agglomération lisboète.

Le Premier ministre portugais Pedro Passos Coelho opposé au projet, mise désormais sur la construction de lignes de fret à voie normale partant des ports de Sines (ville située à près de 90 km au sud de la capitale) et Aveiro (située à près de 60 km au sud de Porto), pour se raccorder au réseau espagnol puis européen.
Le projet n'est cependant pas suspendu : en avril 2014, un plan d'investissement national inclut des fonds pour la création de la ligne Porceirão-Caia qui sera le tronçon central de la LGV et de la ligne fret.
En janvier 2021, le gouvernement portugais annonce la construction d'une ligne nouvelle entre Évora et Elvas capable de rouler au moins à la vitesse de 250 km/h et prévue pour décembre 2023.

## Ouvrages d'art remarquables
- Tunnel de Santa Marina, 3 421 m.
- Viaduc de Valdetravieso, 1 596 m.
- Viaduc sur le Tage, 1 488 m.
- Viaduc sur l'Almonte, 996 m.
- Tunnel de Puerto Viejo, 1 000 m.